# Scaptomyza bipunctipennis
Scaptomyza bipunctipennis är en tvåvingeart som beskrevs av Wheeler 1952. Scaptomyza bipunctipennis ingår i släktet Scaptomyza och familjen daggflugor. Inga underarter finns listade i Catalogue of Life.